# بول بوكوز
بول بوكوز (بالفرنسية: Paul Bocuse)‏‏ (11 فبراير 1926 - 20 يناير 2018) هو طاهٍ فرنسي، اشتهر في العالم وخاصة مدينة ليون الفرنسية بالجودة العالية لسلسلة مطاعمه وطرقه المبتكرة في الطبخ. حيثُ يعتبر واحداً من أبرز الطهاة في تاريخ فرنسا. استمرت فترة نشاطه بالمطبخ إلى نصف قرن ليصبح أيقونة فرنسية معروفة، وحصل على الثلاث نجوم الكاملة في عالم المطبخ.

## طريقته في الطبخ
كان بوكوز أول من تبنى طرق طهي جديدة لأطعمة فرنسية تقليدية باستخدام أقل للدهون واستخدام أكثر للمكونات الطازجة وتقديم الطعام بأناقة. كانت أطباقه تتميز بوجود ثلاث مكونات رئيسية (الزبدة، الكريمة، والنبيذ)، لذا أصبحت أطباقه فريدة في العالم، كما لم يكن مهتماً بتحديث أطباقه بما يتناسب مع تقدم المستوى المعيشي للفرنسيين. لُقب بعدة ألقاب مختلفة منها «بابا الطبخ» و«امبراطور المطبخ» و«طاهي القرن» و«شِف القرن».

## وفاته
توفي بوكوز في 20 يناير 2018 في نفس مكان مسقط رأسه بالقرب من مدينة ليون الفرنسية، وكان مصاباً في آخر فترات حياته بمرض باركنسون. كان من أبرز الذين قدموا أسفهم على وفاته الرئيس الفرنسي إيمانويل ماكرون حيث قال عنه: «اسمه وحده كان يختصر المطبخ الفرنسي بسخائه واحترامه للتقاليد وأيضا بحسه الإبداعي»، مشيرًا إلى أن فن الطهي الفرنسي يفقد «أسطورة أحدثت تحولاً عميقًا». كما قال وزير الداخلية الفرنسي جيرار كولومب: «السيد بول كان مرادفًا لفرنسا. البساطة والسخاء. التميز وفن الحياة. سيد الطهاة يغادرنا. عسى أن يقطف طهاتنا في ليون وكل أصقاع الأرض، ثمار شغفه طويلاً».

## روابط خارجية
- بول بوكوز على موقع الموسوعة البريطانية (الإنجليزية)
- بول بوكوز على موقع مونزينجر (الألمانية)
- بول بوكوز على موقع إن إن دي بي (الإنجليزية)